# Ejido Tierra y Libertad Número Dos
Ejido Tierra y Libertad Número Dos är en ort i Mexiko.   Den ligger i kommunen Culiacán och delstaten Sinaloa, i den västra delen av landet, 1 000 km nordväst om huvudstaden Mexico City. Ejido Tierra y Libertad Número Dos ligger 31 meter över havet och antalet invånare är 978.
Terrängen runt Ejido Tierra y Libertad Número Dos är platt. Runt Ejido Tierra y Libertad Número Dos är det ganska tätbefolkat, med 104 invånare per kvadratkilometer. Närmaste större samhälle är Villa de Costa Rica, 13,2 km nordväst om Ejido Tierra y Libertad Número Dos. Trakten runt Ejido Tierra y Libertad Número Dos består till största delen av jordbruksmark.